# Babe – galantní prasátko
Babe – galantní prasátko je australsko-americký komediálně-dramatický film z roku 1995, jehož režie se ujal Chris Noonan. Jedná se o adaptaci románu Dicka King-Smitha z roku 1983 The Sheep-Pig, který vypráví příběh prasete, které chce dělat práci ovčáka . Film získal sedm nominací na cenu Oscara, včetně nominace na cenu za nejlepší film. V roce 1998 byl natočen sequel Babe 2: Prasátko ve městě.

## Obsazení

### Hrané role
- James Cromwell jako Arthur Hoggett
- Magda Szubanski jako Esme Hoggettová
- Brittany Byrnes jako vnučka
- Wade Hayward jako vnuk
- Paul Goddard jako zeť
- Zoe Burton jako dcera

### Hlasové role
- Roscoe Lee Browne jako vypravěč
- Christine Cavanaugh jako Babe, prasátko
- Miriam Margoly jako Fly, border kolie
- Hugo Weaving jako Rex, ovčák
- Danny Mann jako Ferdinand, bílá indická kachan
- Miriam Flynn jako Maa, stará ovce domácí na farmě Hoggett
- Russi Taylorová jako kočka
- Michael Edward-Stevens jako kůň
- Charles Bartlett jako kráva
- Evelyn Krape jako stará Ewe
- Paul Livingston jako kohout
- John Erwin jako televizní komentátor

## Přijetí

### Tržby
Film vydělal přes 36,7 milionů dolarů v Austrálii a přes 254 milionů dolarů po celém světě.

### Ocenění a nominace
| Ocenění                                           | Kategorie                                      | Nominovaní                                                               | Výsledek  |
| ------------------------------------------------- | ---------------------------------------------- | ------------------------------------------------------------------------ | --------- |
| APRA Music Awards                                 | Nejlepší filmová hudba                         | Nigel Westlake                                                           | vítězství |
| Austrlian Cinematographers Society Awards         | Nejlepší kamera                                | Andew Lesnie                                                             | vítězství |
| Awards Circuit Community Awards                   | Nejlepší mužský herecký výkon ve vedlejší roli | James Cromwell                                                           | nominace  |
| Awards Circuit Community Awards                   | Nejlepší adaptovaný scénář                     | George Miller a Chris Noonan                                             | nominace  |
| Awards Circuit Community Awards                   | Nejlepší filmová hudba                         | Nigel Westlake                                                           | nominace  |
| Awards Circuit Community Awards                   | Nejlepší vizuální efekty                       |                                                                          | nominace  |
| British Comedy Awards                             | Nejlepší komediální film                       |                                                                          | vítězství |
| Cena Saturn                                       | Nejlepší fantasy film                          |                                                                          | vítězství |
| Cena Saturn                                       | Nejlepší scénář                                | George Miller a Chris Noonan                                             | nominace  |
| Critics' Choice Movie Awards                      | Nejlepší rodinný film                          |                                                                          | vítězství |
| Dallas Fort-Worth Film Critics Association Awards | Nejlepší film                                  |                                                                          | nominace  |
| Filmová cena Britské akademie                     | Nejlepší film                                  |                                                                          | nominace  |
| Filmová cena Britské akademie                     | Nejlepší adaptovaný scénář                     | George Miller a Chris Noonan                                             | nominace  |
| Filmová cena Britské akademie                     | Nejlepší střih                                 | Marcus D'Arcy a Jay Friedkin                                             | nominace  |
| Filmová cena Britské akademie                     | Nejlepší speciální efekty                      | Scott E. Anderson, Charles Gibson, Neal Scanlan, Chris Chitty a John Cox | nominace  |
| Film Critics Circle of Australia Awards           | Nejlepší režisér                               | Chris Noonan                                                             | vítězství |
| Film Critics Circle of Australia Awards           | Nejlepší filmová hudba                         | Nigel Westlake                                                           | vítězství |
| Humanitas Prize                                   | Nejlepší film                                  |                                                                          | nominace  |
| Genesis Awards                                    | Nejlepší film                                  |                                                                          | vítězství |
| Chlotrudis Awards                                 | Nejlepší film                                  |                                                                          | nominace  |
| Chlotrudis Awards                                 | Nejlepší mužský herecký výkon ve vedlejší roli | James Cromwell                                                           | nominace  |
| Kids' Choice Movie Awards                         | Nejlepší animovaná hvězda                      | Babe                                                                     | nominace  |
| Motion Picture Sound Ediots Awards                | Nejlepší mix zvuku – animovaný film            | Libby Villa a Wayne Pashley                                              | vítězství |
| Motion Picture Sound Ediots Awards                | Nejlepší mix zvuku – zvukové efekty            | Gavin Myers                                                              | nominace  |
| National Society of Film Critics Awards           | Nejlepší film                                  |                                                                          | vítězství |
| New York Film Critics Circle Awards               | Nejlepší první film                            | Chris Noonan                                                             | vítězství |
| Online Film & Television Awards                   | Nejlepší film                                  |                                                                          | vítězství |
| Oscar                                             | Nejlepší film                                  |                                                                          | nominace  |
| Oscar                                             | Nejlepší mužský herecký výkon v hlavní roli    | James Cromwell                                                           | nominace  |
| Oscar                                             | Nejlepší režie                                 | Chris Noonan                                                             | nominace  |
| Oscar                                             | Nejlepší adaptovaný scénář                     | George Miller a Chris Noonan                                             | nominace  |
| Oscar                                             | Nejlepší výprava                               | Roger Ford a Kerrie Brown                                                | nominace  |
| Oscar                                             | Nejlepší střih                                 | Marcus D'Arcy a Jay Friedkin                                             | nominace  |
| Oscar                                             | Nejlepší vizuální efekty                       | Scott E. Anderson, Charles Gibson, Neal Scanlan a John Cox               | vítězství |
| Writers Guild of America Awards                   | Nejlepší adaptovaný scénář                     | George Miller a Chris Noonan                                             | nominace  |
| Zlatý glóbus                                      | Nejlepší film (komedie/muzikál)                |                                                                          | vítězství |